# Lachheim
Lachheim  (fränkisch: Lacham) ist ein Gemeindeteil des Marktes Markt Taschendorf im Landkreis Neustadt an der Aisch-Bad Windsheim (Mittelfranken, Bayern). Lachheim liegt in der Gemarkung Obersteinbach.

## Geographie
Das Dorf liegt in Tallage an der Steinach und zwei namenlosen rechten Zuflüssen der Steinach. Die Staatsstraße 2259 führt an der Klösmühle vorbei nach Thierberg (2,6 km westlich) bzw. nach Obersteinbach (1,4 km südöstlich). Eine Gemeindeverbindungsstraße führt nach Birkach (0,9 km nördlich).

## Geschichte
Der Ort wurde im Würzburgischen Lehenbuch, das im Zeitraum von 1303 bis 1313 entstanden ist, als „Locheim“ erstmals erwähnt. Das Bestimmungswort des Ortsnamens ist ‚lō(ch)‘ (mhd. für Hain, lichtes Gehölz) bzw. ‚lāh‘ (ahd. für Grenzmarke in Holz oder Stein). Lachheim unterstand den Herren von Schwarzenberg.
Im Rahmen des Gemeindeedikts wurde Lachheim im Jahre 1808 dem Steuerdistrikt und der Ruralgemeinde Obersteinbach zugeordnet. Am 1. Januar 1972 wurde Lachheim im Zuge der Gebietsreform in Bayern nach Markt Taschendorf eingemeindet.

### Baudenkmäler
- Haus Nr. 1: Ehemalige Mühle[11]

ehemalige Baudenkmäler
- Haus Nr. 3: Erdgeschossiger verputztes Wohnstallhaus mit Giebel zur Straße, drei zu fünf Achsen, Anfang des 19. Jahrhunderts. Quadersockel als Hangsubtruktion; geknickte toskanische Eckpilaster. Türrahmen mit der Erbauungszeit.[12]
- Haus Nr. 11: Zweigeschossiges Giebelhaus von drei zu vier Achsen im Wohnteil, im Keilstein der profilierten Türverdachung bezeichnet „Matthaeus / Stubenrauch / 1849“. Erdgeschossfenster der Giebelseite zur Straße modern verändert.[12]

### Einwohnerentwicklung
| Jahr      | 1818  | 1836   | 1840   | 1861   | 1871   | 1885   | 1900   | 1925   | 1950   | 1961   | 1970   | 1987  |
| Einwohner |       | 79     | 74     | 96     | 97     | 104    | 109    | 86     | 148    | 85     | 79     | 78    |
| Häuser    | 17    | 14     | 14     |        |        | 16     | 16     | 18     | 17     | 19     |        | 20    |
| Quelle    | [ 9 ] | [ 14 ] | [ 15 ] | [ 16 ] | [ 17 ] | [ 18 ] | [ 19 ] | [ 20 ] | [ 21 ] | [ 22 ] | [ 23 ] | [ 1 ] |

## Religion
Lachheim ist seit der Reformation evangelisch-lutherisch geprägt und bis heute nach St. Rochus (Obersteinbach) gepfarrt.